# Winnebago megye (Wisconsin)
Winnebago megye az Amerikai Egyesült Államokban, azon belül Wisconsin államban található. Megyeszékhelye és legnagyobb városa Oshkosh. Lakosainak száma 171 730 fő (2020. április 1.). Winnebago megye Waupaca, Outagamie, Calumet, Fond du Lac, Green Lake és Waushara megyékkel határos.

## Népesség
A megye népességének változása:
| Lakosok száma | 167 018 | 167 622 | 168 690 | 169 541 | 169 546 | 171 730 |
|               | 2010    | 2011    | 2012    | 2013    | 2015    | 2020    |